# Bugs Bunny Constructeurs
Baby Looney Tunes
Bugs Bunny Constructeurs (Bugs Bunny Builders) est une série télévisée d'animation américaine produite par Warner Bros. Animation, basée sur les personnages de Looney Tunes. La série a été diffusée le 25 juillet 2022 sur Cartoon Network sur leur bloc pour tout-petits Cartoonito, et publiée le lendemain sur HBO Max. Il s'agit du deuxième programme pour enfants issu de la franchise Looney Tunes, après Baby Looney Tunes en 2002.
En France, la série est diffusée sur Cartoonito depuis le 3 avril 2023.

## Synopsis
La société Looney construction, gérée par Bugs Bunny, aide leurs amis et voisins autour de la ville de Looneyburg. En travaillant en équipe, Lola Bunny, Daffy Duck, Porky Pig, Titi et d'autres utilisent leurs outils et leurs véhicules sauvages pour réaliser certains des travaux de construction les plus loufoques de tous les temps.

## Distribution

### Voix originales
- Eric Bauza : Bugs Bunny, Daffy Duck, Titi, Marvin le Martien
- Chandni Parekh : Lola Bunny
- Bob Bergen : Porky Pig, Cecil la tortue
- Jeff Bergman : Sylvestre, Foghorn Leghorn
- Alex Cazares : Pétunia Cochon
- Fred Tatasciore : Taz, Gossamer
- Keith Ferguson : Vil Coyote
- Debi Derryberry : Hippety Hopper et Pouncy (crédité comme Looney Kangaroo Kid et Looney Cat Kid)
- Dawson Griffin : Sniffles
- Andrew Morgado : George P. Mandrake
- Candi Milo : Pauleen Pingouin, Gertie Souris
- Max Mittelman : Mac
- Noshir Dalal : Tosh Gopher
- Charlie Townstead : Bizzy Buzzard
- Zehra Fazal : Brenda Buzzard
- David Shaughnessy : Hoots Talon
- Kari Wahlgren : Ruthie Souris
- Ben Diskin : Tibs l'écureuil
- Frank Todaro : Hector le Bouledogue
- Nika Futterman : Billy Featherbottom

### Voix françaises
Sauf indication contraire ou complémentaire, les informations mentionnées dans cette section proviennent du générique de fin de l'œuvre audiovisuelle présentée ici.
- Gérard Surugue : Bugs Bunny
- Cindy Lemineur : Lola Bunny
- Emmanuel Garijo : Daffy Duck, Taz
- Michel Mella : Porky, Speedy Gonzales
- Patricia Legrand : Titi
- Benoît Allemane : Charlie le coq
- Guillaume Lebon : Cecil la tortue, Vil Coyote
- Patrick Préjean : Sylvestre
- Jean-Loup Horwitz : Marvin le Martien
- Justine Berger : Petunia
- Guillaume Desmarchelier : George Mandrake
- Fily Keita : Pauleen Pingouin, Gertie
- Lévanah Solomon : Bizzy
- Barbara Beretta : Brenda Buzzard
- Rody Benghezala : Monsieur Ulule, Hector
- Zina Khakhoulia : Ruthie
- Alexis Tomassian : Tibs l'écureuil
- Dorothée Pousséo : Billy, la cousine de Daffy
- Jean-Michel Vaubien : Wiston

## Épisodes
| № | Titre                                | Réalisation              | Scénario        | Première diffusion |
| --- | ------------------------------------ | ------------------------ | --------------- | ------------------ |
| 1 | Le Toboggan géant                    | Laura Bowes              | Nicole Belisle  | 25 juillet 2022    |
| Le maire Foghorn Leghorn engage les Looney construction pour construire un toboggan aquatique géant pour le parc aquatique de Looneyburg. Il continue d'ajouter à la conception avec le soutien de Bugs jusqu'à ce que des problèmes surviennent.                        |                                      |                          |                 |                    |
| 2 | Un cadeau glacé                      | Sam Bissonnette          | Nicole Belisle  | 25 juillet 2022    |
| C'est l'anniversaire de Taz, alors les Looney Constructeurs lui fabriquent un énorme sundae de crème glacée. Porky s'inquiète de faire une erreur et retarde la construction, ce qui fait fondre la crème glacée.                                                        |                                      |                          |                 |                    |
| 3 | Le Circuit de Daffy                  | Ade Audish               | Jake Fleisher   | 25 juillet 2022    |
| Les Looney Constructeurs font la course contre la montre pour construire Cecil Turtle un nouveau circuit. Daffy est pris dans son propre désir de courir et change une partie de la construction.                                                                        |                                      |                          |                 |                    |
| 4 | Dino en kit                          | Nicole Bélisle           | Joey Adams      | 25 juillet 2022    |
| George P. Mandrake engage les Looney construction pour construire un fossile de T. Rex. C'est le travail de Titi de placer les os avec sa grue, mais sa peur du gros dinosaure affecte sa capacité à faire le travail                                                    |                                      |                          |                 |                    |
| 5 | Une maison super glace               | Sam Bissonnette          | Joey Adams      | 25 juillet 2022    |
| Pauleen Pingouin engage Looney construction pour lui construire une maison à Looneyburg. Lola découvre bientôt qu'ils se sont trompés de conception et l'équipage doit faire des ajustements.                                                                            |                                      |                          |                 |                    |
| 6 | On a toujours besoin d'un petit Titi | Laura Bowes              | Andy Thomas     | 25 juillet 2022    |
| Titi dirige Looney Construction dans la construction d'un nouveau manège au parc pour les enfants. Sa grue tombe en panne et sa petite taille affecte sa capacité à contribuer à la construction.                                                                        |                                      |                          |                 |                    |
| 7 | Bienvenue chez Taz                   | Sarah Nerboso            | Joey Adams      | 25 juillet 2022    |
| Looney Construction apprend que Taz a accidentellement détruit sa maison, alors ils entreprennent de lui en construire une nouvelle incassable. |                                      |                          |                 |                    |
| 8 | Un terrain de jeu                    | Andy Thomas              | Sam Bissonnette | 25 juillet 2022    |
| Lorsque Looney construction construit une aire de jeux, Daffy est tellement excité par sa section qu'il prend toutes les fournitures pour lui-même. |                                      |                          |                 |                    |
| 9 | Un terrier pour Mac et Tosh          | Andy Thomas              | Nicole Bélisle  | 26 septembre 2022  |
| Les Looney Constructeurs sont embauchés par Mac et Tosh Gopher pour leur construire une maison souterraine. Daffy ne peut pas enlever les rochers de la zone assez rapidement et ne demande pas d'aide.                                                                  |                                      |                          |                 |                    |
| 10 | Buzzard, vous avez dit Buzzard ?     | Jo Claes                 | Lindsay Pollard | 27 septembre 2022  |
| La mère de Bizzy Buzzard engage Looney construction pour construire un nouveau nid pour sa famille. Bizzy veut aider, mais continue de gêner et finit par créer toutes sortes de problèmes pour l'équipage.                                                              |                                      |                          |                 |                    |
| 11 | Une bibliothèque vertigineuse        | Christian Marais Reiman  | Lindsay Pollard | 28 septembre 2022  |
| Looney Construction est embauché par Hoots Talon pour agrandir et peindre l'ancienne bibliothèque. Ils enrôlent le maître peintre Sylvestre qui affronte sa peur des hauteurs avec son copain de construction, Titi.                                                     |                                      |                          |                 |                    |
| 12 | Alerte au fromage fondu              | Nicole Bélisle           | Lindsay Pollard | 29 septembre 2022  |
| Looney Construction est embauché par les Sœurs Souris pour construire un pont sur un déversement de macaroni au fromage. Lola transforme le travail en un jeu qui fait que l'équipage perd de vue le plus grand objectif.                                                |                                      |                          |                 |                    |
| 13 | Le Musée                             | Jo Claes                 | Joey Adams      | 30 septembre 2022  |
| Les constructeurs construisent un musée des sciences dans le désert où Vil Coyote est distrait par les bips bips de Bip Bip. |                                      |                          |                 |                    |
| 14 | Grands pieds                         | Kevin Fleming, Rob Janas | Andy Thomas     | 31 octobre 2022    |
| Le maire Leghorn engage Looney Construction pour construire une roue hydraulique dans la forêt où Porky s'inquiète pour une créature mythique nommée « Grands pieds ».                                                                                                   |                                      |                          |                 |                    |
| 15 | L'Écureuil désordonné                | Aydrea Walden            | Lindsay Pollard | 1er novembre 2022  |
| Les constructeurs construisent un placard à Tibs l'écureuil dans son arbre, mais il ne conviendra pas à toutes les affaires de Tibs et il ne veut se débarrasser de rien.                                                                                                |                                      |                          |                 |                    |
| 16 | Concours de château de sable         | Sam Bissonnette          | Joey Adams      | 2 novembre 2022    |
| Lorsque Looney construction participe à un concours de construction de châteaux de sable, Titi voit la concurrence et perd confiance en son idée. |                                      |                          |                 |                    |
| 17 | Le Looneyburger                      | Kevin Fleming, Rob Janas | Lindsay Pollard | 3 novembre 2022    |
| Le chef Hector engage les constructeurs pour lui construire un restaurant de hamburgers, mais Daffy est tellement concentré sur son jeu portable qu'il cause des revers majeurs.                                                                                         |                                      |                          |                 |                    |
| 18 | Serre... moi une soupe               | Laura Bowes              | Andy Thomas     | 4 novembre 2022    |
| Alors que Looney construction aide Pétunia à construire une serre, elle a hâte que les légumes poussent et fait tout ce qu'elle peut pour accélérer le processus. |                                      |                          |                 |                    |
| 19 | Les Illuminations de Looneyburg      | Laura Bowes              | Lindsey Pollard | 5 décembre 2022    |
| Looney construction se prépare à organiser un grand festival des lumières de Noël dans le parc de Looneyburg lorsqu'une tempête de neige inattendue empêche les Looneyburgers d'y assister. Ils doivent donc élaborer un plan pour empêcher l'annulation de l'événement. |                                      |                          |                 |                    |
| 20 | Titre français inconnu               | Jo Claes                 | Lindsey Pollard | 17 avril 2023      |
| |                                      |                          |                 |                    |
| 21 | Titre français inconnu               | Jo Claes                 | Lindsey Pollard | 17 avril 2023      |
| |                                      |                          |                 |                    |
| 22 | Titre français inconnu               | Kevin Fleming, Rob Janas | Joey Adams      | 17 avril 2023      |
| |                                      |                          |                 |                    |
| 23 | Titre français inconnu               | Sam Bissonnette          | Lindsey Pollard | 17 avril 2023      |
| |                                      |                          |                 |                    |
| 24 | Titre français inconnu               | Kevin Fleming, Rob Janas | Andy Thomas     | 17 avril 2023      |
| |                                      |                          |                 |                    |
| 25 | Titre français inconnu               | Sam Bissonnette          | Joey Adams      | 17 avril 2023      |
| |                                      |                          |                 |                    |

### Épisodes courts
| № | Titre                  | Première diffusion                                     |
| --- | ---------------------- | ------------------------------------------------------ |
| 1 | Titre français inconnu | 27 octobre 2022 (YouTube) 31 octobre 2022 (Cartoonito) |
| C'est Halloween, alors l'équipe décore son garage pour des bonbons ou un sort de Looneyburg.                                      |                        |                                                        |
| 2 | Titre français inconnu | 2 janvier 2023                                         |
| Bugs Bunny utilise sa pelleteuse pour danser.                                                                                     |                        |                                                        |
| 3 | Titre français inconnu | 9 janvier 2023                                         |
| Une vidéo musicale de Lola Bunny sachant comment arranger les choses.                                                             |                        |                                                        |
| 4 | Titre français inconnu | 17 janvier 2023                                        |
| L'équipage célèbre le Nouvel An lunaire et Bugs et Lola disparaissent pendant la danse du lion.                                   |                        |                                                        |
| 5 | Titre français inconnu | 17 janvier 2023                                        |
| Une vidéo musicale de Porky Pig et comment il rend les choses propres et organisées.                                              |                        |                                                        |
| 6 | Titre français inconnu | 30 janvier 2023                                        |
| Une vidéo musicale de Daffy Duck utilisant son camion à benne basculante pour transporter des fournitures et s'amuser au travail. |                        |                                                        |
| 7 | Titre français inconnu | 6 février 2023                                         |
| Titi utilise sa grue pour soulever des objets dans ce clip vidéo alors qu'il aide son équipe à faire le travail.                  |                        |                                                        |
| 8 | Titre français inconnu | 6 février 2023                                         |
| Une vidéo musicale bourrée d'action des Looney Constructeurs voyageant à travers terre, air et mer pour faire le travail.         |                        |                                                        |
| 9 | Titre français inconnu | 20 mars 2023                                           |
| Bugs essaie de jouer de la musique pour l'équipage pendant leur pause déjeuner, mais son bouton boogie est cassé.                 |                        |                                                        |

### Diffusion internationale
La série a été diffusée sur Cartoonito en Amérique latine le 1er décembre 2022.
La série a été diffusée sur Cartoonito au Royaume-Uni et en Irlande le 4 novembre 2022. Elle a aussi été diffusée sur Boomerang au Portugal le 20 novembre 2022, dans le cadre de son bloc Cartoonito. En France, la série a été diffusée sur Cartoonito dès son lancement le 3 avril 2023.

## Accueil
La série a reçue un accueil positif de la part des critiques. Tierra Carpenter de WISH-TV déclare : « Puisant dans la nostalgie des parents, Bugs Bunny Constructeurs est la série que les parents attendaient pour présenter leurs personnages préférés de Looney Tunes à leurs enfants. La série est conçue pour être amusante à deux niveaux, permettant les enfants à rire avec ces personnages tout en incitant les parents à rester dans la pièce et à regarder ensemble,. »